# 산내면 (대덕군)
산내면은 대전광역시 동구 중구 지역에 있던 옛 행정구역이다.

## 연혁
- 1914년 4월 1일 회덕군, 진잠군을 대전군으로 통폐합하면서 일부 지역이 대전면으로 분면되었다.[1] (12면)

| 조선총독부령 제111호 | |
| 구 행정구역 | 신 행정구역 |
| 산내면 목달리, 무수리, 정생리/답적리/묘각리, 어남리, 금동, 낭월리/대성리 일부, 대성리 일부, 상사한리/하사한리, 상소리/한적리, 하소리, 돈리/백운리/외남면 대별리, 장척리/소호리 일부, 구도리, 구완리, 소룡리/마달리/소호리 일부/외남면 덕산리, 침산리/유동리 | 산내면 목달리, 무수리, 정생리, 어남리, 금동리, 낭월리, 대성리, 이사리, 상소리, 하소리, 대별리, 소호리, 구도리, 구완리, 삼괴리, 침산리 |
| 산내면 대전리 일부, 장대리 일부/외남면 정포리 일부, 대전리 일부/(외남면 수침리/소제리/하신리 각 일부), 으능정이/목척리 일부 | 대전면 본정1정목, 본정2정목, 영정, 춘일정2정목                                                                                        |
| 산내면 호동리/호암리/모암리, 대산리/대사동/목척리 일부, 부사리/장대리 일부, 신촌/목동 일부/중촌 일부/외남면 무릉리, 하룡리/중촌 일부/방축리/목동 일부 | 외남면 호동리, 대흥리, 부사리, 중촌리, 방축리                                                                                         |
| 외남면 수침리 일부 | 대전면 춘일정1정목 |
- 1935년 10월 1일 대전읍을 대전부로 승격되면서 대덕군에 속하게 되었다.
- 1940년 11월 1일 : 외남면이 폐지되면서 대전부에 편입되지 않은 외남면 지역을 편입하였다.[2] (10면)
- 1989년 1월 1일 : 대덕군이 대전직할시로 통폐합되면서 산내면 지역이  동구와 중구로 분할되어 폐지되었다.[3]

## 같이 보기
- 산내동
- 산성동